# Смольников Микола Федорович
Микола Федорович Смольников (рос. Николай Фёдорович Смольников, нар. 10 березня 1949) — радянський футболіст, що грав на позиції нападника.
Грав за «Нефтчі» (Баку) та національну збірну СРСР.

## Клубна кар'єра
У дорослому футболі дебютував 1967 року виступами за команду бакинського «Нефтчі», кольори якої і захищав протягом усієї своєї кар'єри гравця, що тривала тринадцять років. Більшість часу, проведеного у складі бакінського «Нефтчі», був основним гравцем атакувальної ланки команди, забивши 81 гол у 339 матчах команди в чемпіонатах СРСР.

## Виступи за збірну
1968 року отримав запрошення до складу національної збірної СРСР, у складі якої протягом березня 1968 року провів три товариських гри проти збірної Мексики.
Пізніше того ж року був включений до складу радянської збірної для участі у чемпіонаті Європи 1968 року, що проходив в Італії. В іграх континентальної першості на поле виходив, згодом до лав збірної не запрошувався.

## Титули і досягнення
- Чемпіон Європи (U-18): 1967